# José Vicente Tesorieri
José Vicente Tesorieri (1895-15 de agosto de 1967) fue un sindicalista y político argentino del Partido Peronista. Se desempeñó como diputado nacional por la Capital Federal de 1946 a 1948 y por la provincia de Buenos Aires entre 1952 y 1955. Además, fue vicepresidente segundo de la Cámara de Diputados de la Nación Argentina de 1953 a 1955. En su actuación sindical, fue secretario general de la Asociación Trabajadores del Estado (ATE) entre 1935 y 1955.

## Biografía
Nació en 1895. Comenzó a trabajar para la Asociación Trabajadores del Estado (ATE) a principios de los años 1930 tras desempeñarse como vendedor de frutas. Más tarde se convirtió en obrero en los astilleros de Ensenada (provincia de Buenos Aires). Desde allí fue elegido delegado y luego congresal nacional de ATE, siendo elegido primer vocal titular en 1935 en la lista encabezada por Serafín Grosso.
Con la renuncia de varios miembros del Consejo Nacional y de Grosso, Tesorieri quedó al frente del sindicato. Por divisiones internas, ATE cambió su nombre a «Unión de Obreros y Empleados del Estado» (UOEE), recuperando la denominación original años más tarde con la reunificación del sindicato. Desde 1939 también fue miembro del Comité Confederal Central de la Confederación General del Trabajo de la República Argentina (CGT).
Originalmente de extracción socialista, comenzó a apoyar a Juan Domingo Perón desde que fue designado al frente del Departamento Nacional del Trabajo y luego de la Secretaría de Trabajo y Previsión en 1943. En mayo de 1944 encabezó una marcha a favor del gobierno de facto de Edelmiro Julián Farrell y asistió a la Plaza de Mayo el 17 de octubre de 1945.
Adhirió a la fórmula Perón-Quijano, participando en la campaña electoral, y en las elecciones legislativas de 1946, fue elegido diputado nacional por la Capital Federal en la lista del Partido Laborista. Su mandato finalizó en 1948. En ese período, fue presidente de la comisión de Asuntos Municipales.
En las elecciones legislativas de 1951, fue elegido diputado nacional por la 37.° circunscripción de la provincia de Buenos Aires, en la lista del Partido Peronista. Asumió el 25 de abril de 1952 y al año siguiente fue elegido vicepresidente segundo de la Cámara de Diputados de la Nación Argentina, desempeñando el cargo hasta su renuncia en julio de 1955. Fue sucedido por Pedro Ángel F. Albertelli. También se desempeñó como presidente de la comisión de Comunicaciones y como vocal en la comisión de Justicia.
Fue reelegido en las elecciones legislativas de 1954. Su segundo mandato se extendía hasta 1961 pero permaneció en el cargo hasta septiembre de 1955, cuando su mandato fue interrumpido por el golpe de Estado de la autoproclamada Revolución Libertadora. Tras el golpe, anunció a las autoridades de facto «el cumplimiento de los trabajadores del Estado en las funciones diarias, sin dejar de reconocer los beneficios recibidos a lo largo de los 12 años de gobierno justicialista». A finales de septiembre de 1955, renunció al cargo de secretario general de ATE. La dictadura militar le impuso una interdicción, levantada en 1960.
En 1965 regresó a ATE como colaborador del secretario general Juan Horvath. Falleció en agosto de 1967.